# 許國泰
許國泰，中華民國（台灣）政治人物，黨外運動人物，曾經代表民主進步黨任職立法委員，為前民主進步黨主席許信良胞弟。

## 生平
2018年4月14日，許國泰表示，民進黨應該培養中國國民黨競爭而不是打壓，政黨競爭應該是要平起平坐，「如果沒有，就不是我支持的民進黨」；如果執政者推行改革使人民生活變得更差，改革就是不對；檢驗執政黨的唯一標準是有無改善人民生活，如果每個政黨執政結果人民生活一樣差，難怪基層人民會想「中國大陸來管也沒有什麼不好」。
2018年九合一選舉，許國泰擔任無黨籍桃園市市長候選人楊麗環競選總幹事。2018年10月12日，許國泰表示，他是民進黨創黨元老之一，他對民進黨看得太透徹，民進黨正在撕毀創黨理想，現在民進黨執政就是多數暴力，律師世代根本沒有理想性，只有早期美麗島系前輩才是有理想性。

## 經歷
- 東明彩色印刷公司負責人
- 竣國鞋業公司業務經理
- 黨外運動桃園縣縣長候選人許信良競選總幹事（1977年）
- 黨外運動立法委員候選人許榮淑競選總幹事（1980年）
- 民主進步黨中央執行委員
- 第1屆增額立法委員
- 第2屆立法委員
- 民主進步黨立法院黨團副總召集人
- 無黨籍桃園市市長候選人楊麗環競選總幹事（2018年）

## 外部連結
- 立法院 （页面存档备份，存于）